# Théodore Godefroy
Théodore Godefroy (* 14. Juli 1580 in Genf; † 16. Oktober 1649 in Münster) war ein französischer Historiograph und Diplomat. Er war der älteste Sohn von Denis Godefroy.

## Leben
Théodore Godefroy wurde am 14. Juli 1580 in Genf als Sohn von Denis Godefroy und seiner Frau Denise de Saint Yon geboren. Er studierte Geschichte. In einer calvinistischen Familie aufgewachsen, trat er zum katholischen Glauben über und arbeitete ab 1613 in Paris als offizieller Geschichtsschreiber. 
Von Zeit zu Zeit wurde er – genau wie sein Vater – mit diplomatischen Missionen betraut. Er war Mitglied der französischen Delegation, die in Münster den europäischen Friedensschluss vorbereiten sollte. Nach Abschluss des Friedensvertrages 1648 verblieb er als Gesandter in Münster. Dort starb er im darauffolgenden Jahr am 16. Oktober im Alter von 69 Jahren. 

## Werke
Sein wichtigstes Werk ist „Le Cérémonial de France“ (1619), das das königliche Hofzeremoniell beschreibt. Neben seinen gedruckten Schriften trug er reichhaltiges Material zusammen, das in Manuskripten erhalten ist und über 500 Ordner der Librairie de l’ Institute in Paris füllt.